# Smârdan (Galați)
Smârdan è un comune della Romania di 4 498 abitanti, ubicato nel distretto di Galați, nella regione storica della Moldavia.
Il comune è formato dall'unione di 3 villaggi: Cișmele, Mihail Kogălniceanu, Smârdan.